# جیمز ولچ
جیمز فیلیپ ولچ جونیور (انگلیسی: James Welch؛ ۱۸ نوامبر ۱۹۴۰ – ۴ اوت ۲۰۰۳) یک رمان‌نویس و شاعر و یکی از بومیان آمریکا بود که در بلکفیت و در فرهنگ والدینش که از بومیان آمریکایی آناینین بودند رشد کرد. او نویسندهٔ مؤسس رنسانس بومیان آمریکا محسوب می‌شود که در طی آن نویسندگان بومی آمریکا در آثار خود که به آسانی در دسترس همه جامعه آمریکا قرار داشت به بزرگداشت فرهنگ قبیله‌ای خود و مشکلات پیچیده آن می‌پرداختند. رمان‌ها و اشعار ولچ صدای مبارزات و انسان‌دوستی بومیان آمریکا در ایالات متحده است. ولچ به عنوان یک نویسنده بومی، مخاطبان جهانی به دست آورد. آثار او تقدیر جهانیان را برای جاذبهٔ هنری و همچنین توانایی‌هایش در نشان دادن تجارب زندگی مردم بومی آمریکا، به همراه داشت.

## زندگی
ولچ در سال ۱۹۴۰ در شهر برونینگ مونتانا به دنیا آمد و در منطقه فورت بلکناپ ایالت مونتانای آمریکا بزرگ شد. او از کودکی آرزو داشت که یک نویسنده بزرگ شود.
بگفته ولچ، وی در همان اوان نوشتن، در دانشگاه مونتانا، از ریچارد هوگو استاد دانشکده ادبیات، خواست که به کارهای ادبی او نظری بیفکند و همین باعث شد که او در آینده نویسنده مشهوری شود. ولچ در سال ۱۹۹۹ در گفتگو با یک مجله ادبی ضمن بیان خاطراتش، گفت:
هوگو یکبار مرا در دانشکده به گوشه‌ای کشاند و پس از خواندن نوشته‌هایم گفت: تو از شعر هیچ چیز نمی‌دانی، نه؟. من مدت زمان کوتاهی به فکر فرورفتم تا از داستانی که نوشته بودم دفاع کنم اما چیزی به نظرم نیامد. به همین دلیل به او گفتم نه! هوگو هم برای این که مرا شگفت زده کند، گفت: البته که همین‌طور است. حالا بگو ببینم دربارهٔ آنچه می‌خواهی بدانی؟ ولچ در همین زمان از داستان زندگی اش و جهان پیرامونی که بیشتر آمریکایی‌ها از آن بی‌خبرند برای هوگو گفت. هوگو به وی گفت که همین داستان را بنویس و ولچ نیز همین کار را کرد.

## نویسندگی
وی نخستین رمانش را در سال ۱۹۷۴ با عنوان «زمستان در خون» به رشته تحریر درآورد. از این رمان برای فیلمی با همین نام که در سال ۲۰۱۳ به روی پرده رفت اقتباس شده‌است. وی همچنین نخستین مجموعه شعر خود را با نگاهی به موضوعات بومیان آمریکا در سال ۱۹۷۱ به بازار نشر عرضه کرد.
رمان «کلاغ احمق» (۱۹۸۶) او که چندین جایزه ادبی ملی را دریافت کرد داستان مردم بلکفیت در طول دوران تجاوز اروپایی‌ها به سرزمین‌های بومیان پس از جنگ داخلی آمریکا است. در این رمان مردم بلکفیت روش‌های سنتی خود را دنبال کرده و از هر گونه ارتباط و جنگ دوری می‌کنند.
وی در کتاب «قتل کاستر» داستان زیبایی از درگیری و مبارزه را از نگاه یک بومی آمریکایی بازگو می‌کند، بدون این که واقعاً این مبارزه را نقل کند. ولچ دربارهٔ زندگی بومیان در جامعه مدرن آمریکایی رمان‌های بسیاری نگاشت. وی بدون این که به سراغ کلیشه‌های رایج برود دربارهٔ مردمی قلم می‌زد که در غرب بدون هیچ سر و صدایی زندگی می‌کنند.

## جوایز و بزرگداشت
جیمز ولچ جوایز ادبی و هنری بسیاری دریافت کرد ازجمله:
در سال ۱۹۹۷ ولچ جایزه یک عمر دستاورد را از حلقه نویسندگان بومی آمریکا دریافت کرد.
فرانسه در سال ۲۰۰۰ مدال ادبی و هنری شوالیه را اهدا کرد.
در ۱۸ نوامبر ۲۰۱۶ مصادف با ۷۶مین سالروز تولد ولچ و به افتخار او و در بزرگداشت هنر مؤثرش، موتور جستجوی گوگل گوگل دودل صفحه اصلی خود را در آمریکا تغییر داد.

## درگذشت
جیمز ولچ در سن ۶۲ سالگی پس از یک حمله قلبی و همچنین تحمل یک دوره رنج ناشی از سرطان ریه، در ۴ اوت ۲۰۰۳ در میزولا، مونتانا درگذشت.